# Гриммельсхаузен
Гриммельсхаузен (нем. Grimmelshausen) — община в Германии, в земле Тюрингия. 
Входит в состав района Хильдбургхаузен. Подчиняется управлению Фельдштайн.  Население составляет 180 человек (на 31 декабря 2010 года). Занимает площадь 4,21 км².